# Линья-Нова
Линья-Нова (порт. Linha Nova) — муниципалитет в Бразилии, входит в штат Риу-Гранди-ду-Сул. Составная часть мезорегиона Агломерация Порту-Алегри. Входит в экономико-статистический микрорегион Монтенегру. Население составляет 1642 человека на 2006 год. Занимает площадь 63,733 км². Плотность населения — 25,8 чел./км².

## История
Город основан 20 марта 1992 года.

## Статистика
- Валовой внутренний продукт на 2003 год составляет 13 348 357,00 реалов (данные: Бразильский институт географии и статистики).
- Валовой внутренний продукт на душу населения на 2003 год составляет 8 311,56 реалов (данные: Бразильский институт географии и статистики).
- Индекс развития человеческого потенциала на 2000 год составляет 0,814 (данные: Программа развития ООН).